# Sokoły (Gołdap)
Sokoły (deutsch Sokollen, 1938 bis 1945 Hainholz (Ostpr.)) ist ein Ort in der polnischen Woiwodschaft Ermland-Masuren und gehört zur Stadt- und Landgemeinde Gołdap (Goldap) im Kreis Gołdap.

## Geographische Lage
Sokoły liegt im Nordosten der Woiwodschaft Ermland-Masuren am Ostufer der Goldap (polnisch: Gołdapa). Die Kreisstadt Gołdap (Goldap) ist in zehn Kilometern in nordöstlicher Richtung zu erreichen.

## Geschichte
Der ehedem Sokollen genannte kleine Ort fand seine erste Erwähnung im Jahre 1567. Es handelt sich um ein Dorf mit ein paar kleinen Höfen.
Zwischen 1874 und 1945 war Sokollen in den Amtsbezirk Grabowen (polnisch: Grabowo) eingegliedert, der – 1939 in „Amtsbezirk Arnwald“ umbenannt – zum Kreis Goldap im  Regierungsbezirk Gumbinnen der preußischen Provinz Ostpreußen gehörte.
In Sokollen betrug im Jahre 1910 die Zahl der Einwohner 45. Sie stand im Jahre 1933 bei 44 und belief sich 1939 auf 37.
Am 3. Juni (amtlich bestätigt am 16. Juli) im Jahre 1938 wurde Sokollen aus politisch-ideologischen Gründen zur Abwehr fremdländisch klingender Ortsnamen in „Hainholz (Ostpr.)“ umbenannt. 1945 kam das Dorf in Kriegsfolge mit dem südlichen Ostpreußen zu Polen und erhielt die polnische Namensform „Sokoły“. Heute ist das kleine Dorf eine Ortschaft im Verbund der Stadt- und Landgemeinde Gołdap im Powiat Gołdapski, bis 1998 der Woiwodschaft Suwałki, seither der Woiwodschaft Ermland-Masuren zugehörig.

## Kirche
Sokollen bzw. Hainholz war mit seiner fast ausnahmslos evangelischen Bevölkerung vor 1945 in das Kirchspiel der Kirche in Rogahlen (1938 bis 1945: Gahlen, polnisch: Rogale) eingepfarrt und gehörte zum Kirchenkreis Darkehmen/Angerapp innerhalb der Kirchenprovinz Ostpreußen der Kirche der Altpreußischen Union. Die Pfarrgemeinde der wenigen Katholiken hatte ihren Sitz in Goldap im Bistum Ermland.
Heute sind die kirchlichen Verhältnisse umgekehrt: die mehrheitlich katholische Bevölkerung Sokołys gehört zu Rogale in der neu gebildeten Pfarrei Żabin (Klein Szabienen/Schabienen, 1938 bis 1945 Kleinlautersee) im Dekanat Gołdap im Bistum Ełk der Katholischen Kirche in Polen. Die wenigen evangelischen Kirchenglieder gehören zur Kirchengemeinde in Gołdap, einer Filialgemeinde der Pfarrei in Suwałki in der Diözese Masuren der Evangelisch-Augsburgischen Kirche in Polen.

## Verkehr
Sokoły liegt ein wenig abseits vom Verkehrsgeschehen an einer untergeordneten Nebenstraße, die die Kreisstadt Gołdap und Skocze (Skötschen, 1938 bis 1945 Grönfleet) mit Rożyńsk Mały (Klein Rosinsko, 1938 bis 1945 Bergershof) und Boćwinka (Bodschwingken, 1938 bis 1945 Herandstal) an der Woiwodschaftsstraße 650 (ehemalige deutsche Reichsstraße 136) verbindet. Eine Bahnanbindung besteht nicht.